# Boggle (televisieprogramma)
Boggle is een televisieprogramma gebaseerd op het gelijknamige gezelschapsspel. 
Het televisiespel werd in 1988 door een Amerikaans productiebedrijf als pilot uitgebracht.  Het concept werd vervolgens door Nederland aangekocht, en werd vanaf 1989 jarenlang als spelprogramma uitgezonden bij de Nederlandse publieke omroep. Aanvankelijk was het te zien bij de KRO, en vanaf 1991 als samenwerking tussen de drie toenmalige grote omroepen van Nederland 1, AVRO, KRO en NCRV. Het programma werd gepresenteerd door verschillende presentatoren.
In dit programma deden de deelnemende teams woordspelletjes. Hierin stond een raster van vier bij vier letters centraal waarin woorden moesten worden gevonden. Het team dat de meeste punten behaalde, mocht door naar de finale, waarin het 5000 gulden kon verdienen. 

## Presentatie
De presentatie werd gedaan door:
- Frank Kramer (1989-1991)
- Dodi Apeldoorn (1991-1992)
- Hans Schiffers (1992)
- Frank Kramer (1992-1995)
- Nicole Adriaens (1995)
- Henk Mouwe (1995)
- Judith de Bruijn (1996)

## Spelverloop

### Om-en-omspel
De teams kregen een boggle van vier bij vier letters te zien en moesten om de beurt proberen er een woord uit te halen. Voor iedere letter die in het woord voorkwam, kreeg het team een punt. Zo leverde het woord MEISJE zes punten op en het woord GRAM vier punten. De woorden die de spelers in de boggle vonden, moesten aan een aantal voorwaarden voldoen:
- De opeenvolgende letters van het woord moesten horizontaal, verticaal of diagonaal met elkaar in verbinding staan.
- De woorden moesten uit minimaal drie letters bestaan.

Degene die de meeste punten behaalde, kreeg 25 gulden. Als beide teams evenveel punten haalden, kregen ze elk 15 gulden.

### Boggle slang
De teams kregen een boggle met letters te zien en moesten daar proberen een woord van een twaalf(later tien) letters uit te halen, waarvan de eerste letter alvast gemarkeerd was. Naarmate de tijd verstreek, werden er meer letters gemarkeerd. Als een team wist welk woord er stond, mocht het op de knop slaan om het woord voor 25 gulden te noemen.

### Bonus
De teams die een ronde hadden gewonnen, konden kiezen uit twaalf dobbelstenen waar de letters B, O, G, G, L en E in zaten. Deze moesten ze in een kolom laten vallen. Als ze horizontaal, verticaal of diagonaal het woord Boggle konden vormen, leverde dat 50 gulden op. Later was de bonus een boggle-blok met cijfers. Achter zes daarvan stond het woord Boggle. Achter de overige nummers stonden kruisen. Een team dat een ronde had gewonnen, diende een nummer te noemen en dan werd gekeken of hier een letter achter stond. Zo ja, dan mocht nog een cijfer worden genoemd. Dit ging door zolang er letters verschenen. Zodra een kruis verscheen, hield de bonusronde op en begon de volgende ronde. Zodra echter het hele woord Boggle werd gevonden, mocht het team meteen door naar de finale.

### Finale
Het winnende team moest een woord van vijf letters binnen een minuut raden uit een boggle met cijfers. Er stonden alleen een begin- en een eindletter. Als ze een blokje omdraaiden, verscheen een letter, die niet per se bij het woord hoorde, of een bom. Nadat het woord gevormd was, werd het aantal bommen geteld en moesten ze evenzoveel keer werpen met de dobbelsteen. Als het woord niet binnen een minuut geraden was, moest de dobbelsteen zeven keer geworpen worden. Op de dobbelsteen stonden de letters B, O, G, G, L en E. Het woord BOGGLE mocht hierbij niet totaal gevormd worden.
Later werd in de finale met twee dobbelstenen geworpen. Op deze stenen stonden de letters B, O, G, L, E en een rood kruis. Zodra tweemaal dezelfde letter werd geworpen, verscheen deze niet op het Boggle-bord of verdween deze als hij er al stond. Als een letter en een kruis werden geworpen, dan verscheen de geworpen letter niet op het bord, maar bleef wel staan als deze er al stond. Indien twee verschillende letters werden geworpen, werden deze beide op het bord geplaatst. Ook nu gold dat het woord BOGGLE niet totaal mocht worden gevormd.
In het geval dat het totale woord BOGGLE werd geworpen, won het team niets en mocht het in de finale met twee dobbelstenen ook niet terugkomen. Indien er in de finale met twee dobbelstenen twee kruisen werden geworpen, won het team ook niets, maar mocht het wel terugkomen en het verdiende geld meenemen naar een eventuele volgende keer dat het in de finale kwam. Het dan verdiende geld werd er dan bij opgeteld. Er kon in de finale 500, 1000, 1500, 2000 en maximaal 5000 gulden gewonnen worden.

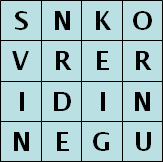
Voorbeeld van een Boggle.
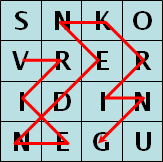
Een woord dat uit deze Boggle gehaald kan worden is VRIENDENKRING. In het om-en-omspel zou dit woord 13 punten opleveren aangezien dit woord ook uit 13 letters bestaat.

## Trivia
- De eerste aflevering van Boggle werd in 1989 uitgezonden en het allereerste woord was VOORBĲGANGER. Dit woord zat in een Boggle slang.
- Toen Hans Schiffers repeteerde voor zijn allereerste presentatie van Boggle, werd er gerepeteerd met echt geld en nepdeelnemers. Bij thuiskomst werd hij gebeld door een collega met de melding dat ze 2000 gulden kwijt waren met de vraag of Hans het had. Het bleek dat hij de verloren 2000 gulden had gebruikt om een luxe diner te betalen.[1]
- Het intropraatje van Boggle: Dit is een boggle, zestien hokjes met letters. Met die letters zijn er natuurlijk een heleboel woorden te maken, bijvoorbeeld 'Spel'. Maar dat woord mag niet! De letters moeten elkaar namelijk aanraken. 'Zalm' is een goed woord en ook bij het woord 'Muziek' staan de letters met elkaar in verbinding. Dat zijn de regels en laten we nu maar écht gaan Bogglen! Hier is uw gastheer/gastvrouw én presentator/presentatrice: (hier naam presentator/presentatrice).